# Diocesi di Zacatecas
La diocesi di Zacatecas (in latino Dioecesis Zacatecensis) è una sede della Chiesa cattolica in Messico suffraganea dell'arcidiocesi di San Luis Potosí. Nel 2022 contava 1.509.000 battezzati su 1.635.000 abitanti. È retta dal vescovo Sigifredo Noriega Barceló.

## Territorio
La diocesi comprende 48 dei 58 comuni dello stato messicano di Zacatecas e i comuni di Huejuquilla El Alto, Mezquitic, Huejúcar, Santa María de los Ángeles, Colotlán nella parte settentrionale dello stato di Jalisco.
Sede vescovile è la città di Zacatecas, dove si trova la cattedrale di Nostra Signora Assunta, costruita nel XVIII secolo ed aperta al culto il 15 agosto 1752.
Il territorio si estende su una superficie di 59.015 km² ed è suddiviso in 112 parrocchie, raggruppate in 6 zone pastorali e 16 decanati.

## Storia
La diocesi è stata eretta il 26 gennaio 1863 con la bolla Ad Universam Agri Dominici di papa Pio IX, ricavandone il territorio dalla diocesi di Guadalajara, che è stata contestualmente elevata ad arcidiocesi, e per una piccola parte dalla diocesi di San Luis Potosí (oggi arcidiocesi). Originariamente la diocesi di Zacatecas era suffraganea dell'arcidiocesi di Guadalajara.
Il 13 gennaio 1962 ha ceduto una porzione del territorio a vantaggio dell'erezione della prelatura territoriale di Jesús María.
Il 25 novembre 2006 è entrata a far parte della provincia ecclesiastica dell'arcidiocesi di San Luis Potosí.

## Cronotassi dei vescovi
Si omettono i periodi di sede vacante non superiori ai 2 anni o non storicamente accertati.
- Ignacio Mateo Guerra y Alba † (19 marzo 1863 - 7 giugno 1871 deceduto)
- José María del Refugio Guerra y Alva † (29 luglio 1872 - 1888 nominato vescovo di Tlaxcala)
- Buenaventura del Purísimo Corazón de María Portillo y Tejeda, O.F.M. † (27 maggio 1889 - 19 giugno 1899 deceduto)
- José Guadalupe de Jesús de Alba y Franco, O.F.M. † (14 dicembre 1899 - 11 luglio 1910 deceduto)
- Miguel María de la Mora y Mora † (9 febbraio 1911 - 24 febbraio 1922 nominato vescovo di San Luis Potosí)
- Ignacio Placencia y Moreira † (27 ottobre 1922 - 5 dicembre 1951 deceduto)
- Francisco Javier Nuño y Guerrero † (5 dicembre 1951 succeduto - 18 dicembre 1954 nominato arcivescovo coadiutore di Guadalajara[2])
- Antonio López Aviña † (21 giugno 1955 - 14 dicembre 1961 nominato arcivescovo di Durango)
- Adalberto Almeida y Merino † (14 aprile 1962 - 24 agosto 1969 nominato arcivescovo di Chihuahua)
- José Pablo Rovalo Azcué, S.M. † (18 maggio 1970 - 15 luglio 1972 dimesso)
- Rafael Muñoz Núñez † (20 luglio 1972 - 1º giugno 1984 nominato vescovo di Aguascalientes)
- Javier Lozano Barragán † (28 ottobre 1984 - 31 ottobre 1996 dimesso)
  - Sede vacante (1996-1999)
- Fernando Mario Chávez Ruvalcaba † (20 gennaio 1999 - 8 ottobre 2008 ritirato)
- José Carlos Cabrero Romero (8 ottobre 2008 - 3 aprile 2012 nominato arcivescovo di San Luis Potosí)
- Sigifredo Noriega Barceló, dal 2 agosto 2012

## Statistiche
La diocesi nel 2022 su una popolazione di 1.635.000 persone contava 1.509.000 battezzati, corrispondenti al 92,3% del totale.
| anno | popolazione | popolazione | popolazione | presbiteri | presbiteri | presbiteri | presbiteri                | diaconi | religiosi | religiosi | parrocchie |
| anno | battezzati  | totale      | %           | numero     | secolari   | regolari   | battezzati per presbitero | diaconi | uomini    | donne     | parrocchie |
| ---- | ----------- | ----------- | ----------- | ---------- | ---------- | ---------- | ------------------------- | ------- | --------- | --------- | ---------- |
| 1950 | 557.000     | 561.521     | 99,2        | 120        | 119        | 1          | 4.641                     |         |           |           | 55         |
| 1965 | 616.151     | 620.151     | 99,4        | 224        | 220        | 4          | 2.750                     |         | 4         | 348       | 45         |
| 1968 | 616.151     | 620.151     | 99,4        | 205        | 201        | 4          | 3.005                     |         | 18        | 380       | 52         |
| 1976 | 829.717     | 846.650     | 98,0        | 186        | 183        | 3          | 4.460                     |         | 23        | 310       | 90         |
| 1980 | 874.000     | 919.000     | 95,1        | 184        | 180        | 4          | 4.750                     |         | 8         | 348       | 86         |
| 1990 | 1.300.000   | 1.400.000   | 92,9        | 180        | 176        | 4          | 7.222                     |         | 8         | 350       | 97         |
| 1999 | 1.040.783   | 1.085.000   | 95,9        | 176        | 171        | 5          | 5.913                     |         | 7         | 399       | 97         |
| 2000 | 1.150.000   | 1.200.000   | 95,8        | 188        | 183        | 5          | 6.117                     |         | 26        | 390       | 97         |
| 2001 | 1.200.000   | 1.300.000   | 92,3        | 192        | 187        | 5          | 6.250                     |         | 32        | 403       | 97         |
| 2002 | 1.300.000   | 1.350.000   | 96,3        | 195        | 190        | 5          | 6.666                     |         | 26        | 380       | 101        |
| 2003 | 1.300.000   | 1.350.000   | 96,3        | 193        | 188        | 5          | 6.735                     |         | 27        | 380       | 103        |
| 2004 | 1.300.000   | 1.350.000   | 96,3        | 198        | 191        | 7          | 6.565                     |         | 17        | 375       | 104        |
| 2008 | 1.124.000   | 1.380.000   | 81,4        | 208        | 201        | 7          | 5.403                     |         | 30        | 407       | 108        |
| 2014 | 1.182.000   | 1.445.000   | 81,8        | 233        | 223        | 10         | 5.072                     |         | 13        | 413       | 109        |
| 2017 | 1.123.874   | 1.183.026   | 95,0        | 243        | 233        | 10         | 4.624                     |         | 14        | 429       | 110        |
| 2020 | 1.157.600   | 1.218.800   | 95,0        | 241        | 232        | 9          | 4.803                     |         | 12        | 363       | 112        |
| 2022 | 1.509.000   | 1.635.000   | 92,3        | 233        | 225        | 8          | 6.476                     |         | 11        | 244       | 112        |